# Cintusmus (Toreut, 1. Jahrhundert)
Cintusmus war ein antiker römischer Toreut (Metallarbeiter), der in der zweiten Hälfte des 1. Jahrhunderts in Italien tätig war.
Cintusmus ist heute nur noch aufgrund von drei Signaturstempeln auf Bronzekasserollen bekannt. Alle drei wurden in Pompeji beziehungsweise zwei davon möglicherweise auch in Herculaneum gefunden. Er darf nicht mit einem gleichnamigen Toreuten aus dem 2. Jahrhundert verwechselt werden. Bei den Stücken handelt es sich um:
1. Bronzekasserolle, gefunden in Pompeji oder Herculaneum, heute im Deposito Archeologico Pompei.[1]
2. Bronzekasserolle, gefunden in Pompeji oder Herculaneum, heute im Deposito Archeologico Pompei.[2]
3. Bronzekasserolle, gefunden in Pompeji, heute im Deposito Archeologico Pompei.[3]

## Einzelbelege
1. ↑  Inventarnummer 2012/3; Richard Petrovszky: Studien zu römischen Bronzegefäßen mit Meisterstempeln. Leidorf, Buch am Erlbach 1993, S. 220, Nr. C.14.01.
2. ↑  Inventarnummer ?; Richard Petrovszky: Studien zu römischen Bronzegefäßen mit Meisterstempeln. Leidorf, Buch am Erlbach 1993, S. 220, Nr. C.14.02.
3. ↑  Inventarnummer 2410; Richard Petrovszky: Studien zu römischen Bronzegefäßen mit Meisterstempeln. Leidorf, Buch am Erlbach 1993, S. 220, Nr. C.14.03.

| Personendaten    | Personendaten                              |
| ---------------- | ------------------------------------------ |
| NAME             | Cintusmus                                  |
| KURZBESCHREIBUNG | antiker römischer Toreut                   |
| GEBURTSDATUM     | 1. Jahrhundert v. Chr. oder 1. Jahrhundert |
| STERBEDATUM      | 1. Jahrhundert oder 2. Jahrhundert         |